# Рыбакова, Паулина Герасимовна
Паулина Герасимовна Рыбакова (урождённая Каменская, по другим сведениям — Зелинская; около 1810/20 — ок. 1880) — русская драматическая и оперная актриса; жена артиста Николая Рыбакова, мать актёров Константина и Ольги (ок. 1845—1870) Рыбаковых.

## Биография
Паулина Герасимовна родилась в начале XIX века; была дочерью одного из самых крупных российских антрепренёров того времени, что и повлияло на выбор профессии.
В конце 1830-х годов поступила в одну из провинциальных театральных трупп, причем обнаружила драматический талант. Спустя несколько лет, она встретилась с актёром Николаем Хрисанфовичем Рыбаковым, за которого вскоре вышла замуж, и с этих пор они почти постоянно играли вместе. Она считалась одной из лучших провинциальных актрис своего времени: «Игра ее, по словам современников, была разнообразна до изумления, и если не всегда равно верна, то всегда очаровательно эстетична».
Талант Паулины Герасимовны Рыбаковой был очень разнообразен; прекрасная наружность, безыскусственность и неподдельность игры были главными причинами её успеха в трагических ролях. В то же время обладая гибким, звонким, чистым голосом, она являлась и очень хорошей оперной исполнительницей.
Из чрезвычайно обширного репертуара наиболее выдающимися её ролями считались роль Марьи Петровны в «Деловом человеке», роль Сусанны в «Бабушке и внучке», Гретти в «Тоске по отчизне», Габриели в «Девушке-Гусаре», Мати в «Подмосковских Проказах», Лизы в «Барышне-Крестьянке», Эснельды в «Эснельде», Вероники в «Уголино», Офелии в «Гамлете», Анны Львовны и пьесе «Андрей Степанович Бука» и Марии в пьесе «Материнское благословение, или Бедность и честь».
Вместе со своим мужем она побывала почти во всех крупных провинциальных городах; играла в Харькове, Казани, Таганроге, Киеве, Севастополе, Екатеринославе, Нижнем Новгороде и везде пользовалась большим успехом.
В середине 1860-х годов, ввиду преклонного возраста и не желая переходить на амплуа старух, она оставила сцену. Театральные критики того времени почти единодушно признавали её одной из самых выдающихся провинциальных артисток, — особенно хорошей исполнительницей чисто трагических и сильных драматических ролей.